# Han Suyin
Han Suyin (in Cinese tradizionale: 韓素音; pinyin: Hán Sùyīn), pseudonimo di Rosalie Matilda Kuanghu Chou (in Cinese: 周光瑚; pinyin: Zhōu Guānghú), nota anche con il nome inglese Elizabeth Comber (Xinyang, 12 settembre 1917 – Losanna, 2 novembre 2012), è stata una scrittrice e medica cinese di origine eurasiatica, autrice di libri scritti in inglese e in francese sulla Cina moderna.
Scrisse anche romanzi ambientati nell'Est e nel Sud-est asiatico e memorie autobiografiche che la fecero annoverare fra le più ardenti sostenitrici della rivoluzione comunista cinese.

## Biografia
Han Suyin nasce nel 1917 a Xinyang, nello Henan, da padre cinese, Chou Wei (周煒; pinyin: Zhōu Wěi), di professione ingegnere, e madre belga. Nel 1931, all'età di 14 anni, inizia a lavorare presso l'ospedale di Pechino come dattilografa. Nel 1933 viene ammessa all'università Yenching di Pechino dove però, essendo eurasiatica, si sente discriminata. Nel 1935 si reca a Bruxelles per studiare medicina. Tre anni più tardi torna in Cina e sposa Tang Pao-Huang, un ufficiale cinese che diventerà poi generale. Lavora come ostetrica presso l'American Christian Mission Hospital in Chengdu, nel Sichuan. Il suo primo romanzo, Destinazione Chungking (1942), è basato sulle esperienze maturate in questo periodo. Nel 1940 decide con il marito di adottare una figlia, Tang Yungmei, a cui seguirà, nel 1953, l'adozione di un'altra figlia, Chew Hui-Im (Hueiying) proveniente da Singapore.
Nel 1944 andò a Londra per continuare a studiare medicina presso il Royal Free Hospital. Nel 1947 il marito morì in uno scontro durante la guerra civile cinese. Nel 1948 si laureò con lode in MBBS (Bachelor of Medicine & Surgery) e l'anno dopo fu a Hong Kong, al Queen Mary Hospital. Qui conobbe Ian Morrison, corrispondente di guerra a Singapore ucciso in Corea nel 1950. Han Suyin ne scrisse in L'amore è una cosa meravigliosa (A Many-Splendoured Thing, 1952) e nell'autobiografia My House Has Two Doors (1980).
Nel 1952 sposò Leon F. Comber, un ufficiale britannico della Malayan Special Branch, e con lui si recò a Johore, Malaya (oggi Malaysia), dove lavorò nella Johore Bahru General Hospital, e aprì una clinica a Singapore.
Nel 1955 Elizabeth contribuì alla realizzazione della Nanyang University a Singapore. In particolare, prestò servizio come medico per l'Università rifiutandosi di insegnare letteratura come propostole da Lin Yutang, scrittore cinese e primo presidente dell'università, affermando di voler "fare una nuova letteratura asiatica e non insegnare Dickens". Nello stesso anno il suo romanzo più celebre, L'amore è una cosa meravigliosa, fu trasposto nel film omonimo. Nel film, la canzone Love is a Many-Splendored Thing, vinse l'Oscar. Nell'autobiografia, My House Has Two Doors, Han Suyin prese le distanze dal film dicendo di non essere mai andata a vederlo, sebbene avesse avuto un grande successo a Singapore e i diritti le avessero permesso di pagare un'operazione per la figlia adottata, sofferente di tubercolosi polmonare. Ne fu tratta anche una soap opera, Love Is a Many Splendored Thing, trasmessa in TV in America dal 1967 e 1973.
Nel 1956 Han Suyin pubblicò And the Rain My Drink ambientato durante il conflitto coloniale nella Malaysia britannica di fine anni 1950. La simpatia per i detenuti comunisti malesi e per l'esercito di liberazione nazionale che traspare dal libro fu interpretata in termini antibritannici, e si dice che il marito Leon F. Comber per questo desse le dimissioni da assistente del commissario di polizia Special Branch. In un'intervista del 2008 disse: "Penso che il romanzo ritragga le forze di sicurezza britanniche in modo un po' distorto. Lei si è comportata decisamente come una pro-intellettuale di sinistra e come un medico. Ho capito le ragioni per cui i comunisti si sono sentiti di fare quello che poi hanno fatto, ma non sono d'accordo con loro nell'usare le armi". Comber, dopo le dimissioni, si trasferì a Londra come rappresentante dell'editore Heinemann. Han Suyin e Leon F. Comber divorziarono nel 1958.
Nel 1960 Han Suyin sposò Vincent Ratnaswamy, un colonnello indiano, con il quale visse per un periodo a Bangalore, in India. Qualche tempo dopo la coppia si trasferì prima a Hong Kong e poi in Svizzera, dove lei decise di rimanere stabilendosi a Losanna. Anche se tempo dopo i due si separarono, rimasero di fatto sposati fino alla morte di Ratnaswamy, avvenuta nel gennaio del 2003.
Dopo il 1956 Elizabeth visitò la Cina quasi ogni anno e fu una dei primi stranieri a visitare la Cina post rivoluzionaria del 1949 e durante la Rivoluzione Culturale. Le sue pubblicazioni sulla Cina e le sue memorie autobiografiche che ne descrivono la trasformazione in Cina moderna ricevettero molte lodi dal Partito Comunista Cinese e dai suoi leader e fu ritenuta anche all'estero una convinta sostenitrice della rivoluzione comunista cinese.
Morì a Losanna il 2 novembre 2012, a 95 anni. Ha donato la sua biblioteca all'Università di Pechino.

## Influenze
Han Suyin finanziò la cinese Writers Association per creare il "Premio nazionale Arcobaleno per la migliore letteratura tradotta" (che oggi si chiama "Lu Xun Literary Award for Best Literary Translation") per aiutare lo sviluppo della traduzione della letteratura in Cina. Il "Premio Han Suyin per giovani traduttori" è sponsorizzato dal Gruppo Editoriale Internazionale Cinese, anch'esso istituito da Han Suyin, che dalla sua fondazione al 2009 ha consegnato i premi per 21 volte.
Han Suyin ha influenzato la letteratura asiatico-americana. I suoi libri sono stati pubblicati in inglese e descrivono gli asiatici in modo radicalmente diverso dalle descrizioni riportate da autori anglo-americani e asiatico-americani. Frank Chin, nel suo saggio "Come All Ye Asian American Writers of the Real and the Fake", ritiene che Han Suyin sia stata una dei pochi scrittori cinese-americani a non aver descritto l'uomo cinese come un "evirato e sessualmente repellente", e ad aver scritto "sapientemente e fedelmente di fiabe cinesi, tradizioni eroiche e storia".
In un'intervista sul New York Times, Han Suyin ha affermato di aver cercato di mettere a frutto la sua doppia identità culturale per spiegare est e ovest: "Anziché rimanere strappata e sfilacciata, come tante altre persone, io rimango una sola cosa e ora entrambi i miei mondi si sono riuniti (...). Per essere onesti, non ero molto felice in un mondo in cui la Cina e l'Occidente erano in contrasto." 

## Opere

### Romanzi
- Destination Chungking (1942)
- A Many-Splendoured Thing (1952) -Trad. It.:  Han Suyin e Mondadori (a cura di), L'amore è una Cosa Meravigliosa, Milano, Bompiani, 1990, OCLC 800251863.
- And the Rain My Drink (1956) -Trad. It.:  Han Suyin (a cura di), ... E la Pioggia Mia Bevanda, Milano, Martello, 1958, OCLC 797752218.
- The Mountain Is Young (1958) -Trad. It.:  Han Suyin e Mondadori (a cura di), La Montagna è Giovane, Milano, Club degli editori, 1988, OCLC 797280404.
- Two Loves (1962), which consists of two novelettes: Cast But One Shadow e Winter Love
- Cast But One Shadow (1962)
- Four Faces (1963) -Trad. It.:  Han Suyin (a cura di), Le Quattro Facce, Milano, A. Martello, 1968, OCLC 878694511.
- L'abbé Pierre (1965, solo in francese)
- L'abbé Prévost (1975, solo in francese)
- Till Morning Comes (1982) -Trad. It.:  Han Suyin (a cura di), Fin Che Verrà il Mattino, Milano, Sperling & Kupfer, 1983, OCLC 799715362.
- The Enchantress (1985) -Trad. It.:  Han Suyin (a cura di), La Incantatrice, Milano, Sperling & Kupfer, 1986, OCLC 797537447.

### Autobiografie
- The Crippled Tree (1965) – covers China and her and her family's life from 1885 to 1928
- A Mortal Flower (1966) – copre gli anni 1928 – 1938
- Birdless Summer (1968) – copre gli anni 1938 – 1948
- My House Has Two Doors (1980) – copre gli anni 1949 – 1979 – diviso in due quando fu rilasciato come brussura nel 1982, con la seconda parte dal titolo Phoenix Harvest
- Wind in My Sleeve (1992) – copre gli anni 1977 – 1991
- A Share of Loving (1987) – una ancora più personale autobiografia su Han Suyin, suo marito Vicent e la famiglia di Vincent
- Fleur de soleil – Histoire de ma vie (1988) – solo in francese: Flower of sun – The story about my life

### Studi storici
- China in the Year 2001 (1967)
- Asia Today: Two Outlooks (1969)
- The Morning Deluge: Mao Tsetung and the Chinese Revolution 1893–1954 (1972)
- Lhasa, the Open City (1976)
- Wind in the Tower: Mao Tsetung and the Chinese Revolution, 1949–1965 (1976)
- China 1890–1938: From the Warlords to World War (1989)
- Eldest Son: Zhou Enlai and the Making of Modern China (1994)

### Saggi
- Tigers and Butterflies: Selected Writings on Politics, Culture and Society (London: Earthscan, 1990)